# Oksana Zubkovska
Oksana Zubkovska (née le 15 juillet 1981 à Mena alors en URSS) est une athlète handisport ukrainienne, spécialiste du saut en longueur T12, une catégorie pour les personnes avec une déficience visuelle totale ou partielle.

## Biographie
Partiellement aveugle, elle commence l'athlétisme en 1998.
À Pékin, aux Jeux paralympiques d'été de 2008, elle remporte sa première médaille d'or en saut en longueur en battant pour la première fois le record du monde en 6,28 m. Lors des Jeux paralympiques d'été de 2012, elle remporte le saut en longueur T11/12 avec un saut à 6,60 m, battant alors le record du monde. Aux Jeux paralympiques d'été de 2016, elle remporte une nouvelle fois le saut en longueur T11/12 avec un saut à 6,11 m devant l'Azerie Olena Chebanu et l'Algérienne Lynda Hamri.

## Palmarès

### Jeux paralympiques
- Jeux paralympiques d'été de 2008 à Pékin ( Chine) :
  -  médaille d'or du saut en longueur F12
- Jeux paralympiques d'été de 2012 à Londres ( Royaume-Uni) :
  -  médaille d'or du saut en longueur F11/12
- Jeux paralympiques d'été de 2016 à Rio de Janeiro ( Brésil) :
  -  médaille d'or du saut en longueur T12
- Jeux paralympiques d'été de 2020 à Tokyo ( Japon) :
  -  médaille d'or du saut en longueur T12
- Jeux paralympiques d'été de 2024 à Paris ( France) :
  -  médaille d'or du saut en longueur T12

### Championnats du monde handisport
- Championnats du monde 2013 à Lyon ( France) :
  -  médaille d'or du saut en longueur en T12
- Championnats du monde 2015 à Doha ( Qatar) :
  -  médaille d'or du saut en longueur en T12
- Championnats du monde 2017 à Londres ( Royaume-Uni) :
  -  médaille d'or du saut en longueur en T12